# Csap–Bátyú–Munkács–Lviv-vasútvonal
A Csap–Bátyú–Munkács–Lviv-vasútvonal vasúti fővonal Ukrajnában. Munkácstól Szolyváig a Latorca völgyében halad; a történelmi határt a Kisszolyvai-hágónál lépi át a Beszkidi alagúton át. Az 5. páneurópai közlekedési folyosó részét képezi. Ukrajna számára stratégiai jelentőségű, mivel ez biztosítja a nyugati kapcsolatot, és a kelet–nyugati tranzitszállítások 60%-a is itt bonyolódik.
A vasútvonal Csap és Munkács között kettős nyomtávú (1520 mm és 1435 mm), míg Bátyútól széles nyomtávú (1520 mm).

## Történelem
A Magyar Északkeleti Vasút építését az Országgyűlés 1865. évi XIII. törvénycikke tette lehetővé, a Csap–Bátyú–Munkács elsőrendű vonal építésére vonatkozó engedélyt pedig 1869. február 24-én adták ki. A vonal Munkácsig 1872-ben épült ki. A történelmi határt a szintén az Osztrák–Magyar Monarchiához tartozó Galícia felé 1886-ban lépte át, ekkor adták át a Beszkidi alagutat.

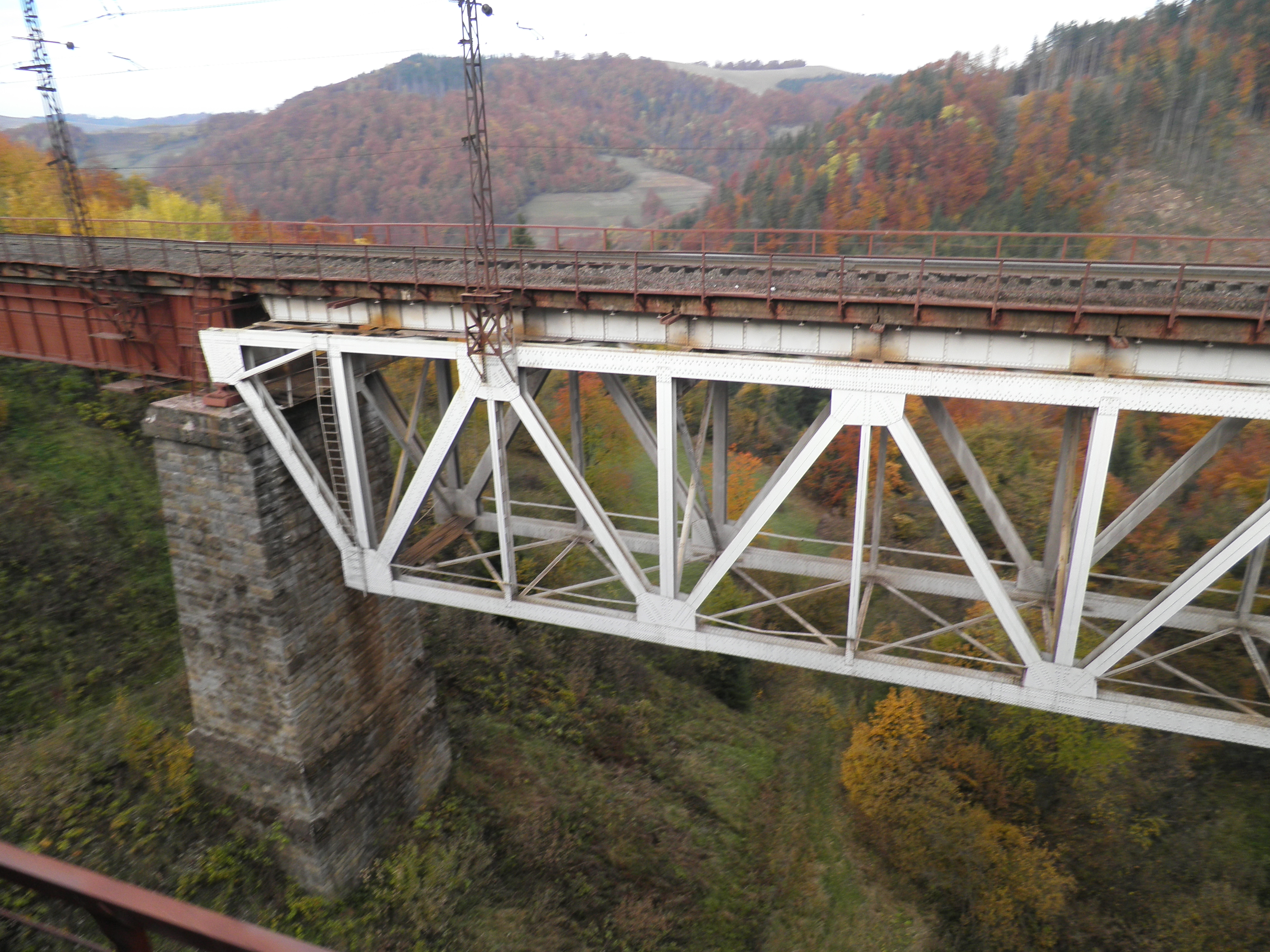
Vasúti híd a Kisszolyvai-hágónál

A vasútvonal Kárpátokon inneni része a trianoni békeszerződés következtében Csehszlovákiához került (a további szakasz Lengyelországhoz), jóllehet a csapi csomópontra Románia is igényt tartott, ami a szövetségesek között is vitákra adott okot.
A Beszkidi alagutat a második világháború végén a visszavonuló 1. magyar hadsereg felrobbantotta; a helyreállítás után a forgalom 1946 júliusában indulhatott újra. A vonalat a szovjet vasúthálózathoz igazítandó széles nyomtávúra (1520 mm) építették át.
Mivel a régi alagút egyvágányú kialakítása kapacitáskorlátot jelent, Ukrajna 2013. október 29-én megkezdte egy új, kétvágányú alagút építését, Az elkészült létesítményt 2018. május 24-én adta át Petro Porosenko ukrán elnök.

## Forgalom
A vonalon többek között napi 3 pár nemzetközi vonat közlekedik, amelyek Budapest, Debrecen és Nyíregyháza felől teszik elérhetővé Csap, Munkács, Lviv és Kijev vasútállomásait.

## Záhony–Csap–Munkács vonal
A 2018. december 9-i menetrendváltástól normál nyomtávon (1435 mm) is közlekednek vonatok Csaptól Munkácsig. Ez azért vált lehetségessé, mert az Ukrán Vasutak felújította és meghosszabbította a Csap–Bátyú–Munkács vonal normál nyomtávú szakaszát. Munkács vasútállomáson új peront és fedett utasvárót is építettek. Napi 3 pár vonat közlekedik ezen a vonalon, 2 pár normál nyomtávon és 1 pár Csaptól szélesen. A normál nyomtávon közlekedő vonatok magyar és ukrán személyzettel, valamint a MÁV-START Zrt. által biztosított magyar mozdonnyal és kocsikkal közlekednek. A Bécstől Kijev-ig közlekedő kocsik ukrán hálókocsik.
- Személyvonat: Nyíregyháza–Záhony–Csap–Munkács (normál nyomtávon) [10]
- Latorca InterCity: Budapest-Nyugati–Debrecen–Záhony–Csap–Munkács (normál nyomtávon)
- Hortobágy EuroCity: Bécs–Győr–Budapest-Keleti–Debrecen–Záhony–Csap–Munkács–Lviv–Kijev (Csapig normál nyomtávon)

## Fordítás
- Ez a szócikk részben vagy egészben a Bahnstrecke Lwiw–Stryj–Tschop című német Wikipédia-szócikk ezen változatának fordításán alapul.  Az eredeti cikk szerkesztőit annak laptörténete sorolja fel. Ez a jelzés csupán a megfogalmazás eredetét és a szerzői jogokat jelzi, nem szolgál a cikkben szereplő információk forrásmegjelöléseként.